# Хрсово (Грчка)
Хрсово (грч. Χέρσο, Херсо) је насељено место у општини Кукуш у периферији Средишња Македонија, Грчка. Према попису из 2021. године било је 665 становника.
Према бугарском географу и историчару, Василу Канчову, у Хрсову је 1900. године живело 360 Словена хришћана. Током Другог балканског рата грчка војска је запалила село а становништво је протерано (претежно Струмица, Секирник и Турново). После рата део становништва се вратио и насељене су грчке избегличке породице. Године 1924. принудно је исељено 110 Словена у Бугарску а на њихово место је насељено још грчких избеглица из Турске. На попису из 1928. године Хрсово је имало 843 становника, већином Грка и мањег броја Словена.